# Boophis picturatus
Boophis picturatus és una espècie de granota de la família dels mantèl·lids endèmica de Madagascar.